# Olympische Jugend-Winterspiele 2016/Skeleton
Bei den Olympischen Jugend-Winterspielen 2016 in Lillehammer fanden am 19. Februar 2016 zwei Wettbewerbe im Skeleton statt.

## Bilanz

### Medaillenspiegel
| Platz  | Land           | Gold | Silber | Bronze | Gesamt |
| ------ | -------------- | ---- | ------ | ------ | ------ |
| 1      | Russland       | 1    | –      | –      | 1      |
| 1      | Großbritannien | 1    | –      | –      | 1      |
| 3      | Deutschland    | –    | 1      | 1      | 2      |
| 4      | Norwegen       | –    | 1      | –      | 1      |
| 5      | Frankreich     | –    | –      | 1      | 1      |
| Gesamt | Gesamt         | 2    | 2      | 2      | 6      |

### Medaillengewinner
| Disziplin | Gold               | Silber              | Bronze          |
| --------- | ------------------ | ------------------- | --------------- |
| Männer    | Jewgeni Rukossujew | Alexander Hestengen | Robin Schneider |
| Frauen    | Ashleigh Pittaway  | Hannah Neise        | Agathe Bessard  |

## Männer
| Platz | Land | Sportler            | Zeit        |
| ----- | ---- | ------------------- | ----------- |
| 1     | RUS  | Jewgeni Rukossujew  | 1:47,30 min |
| 2     | NOR  | Alexander Hestengen | 1:47,94 min |
| 3     | GER  | Robin Schneider     | 1:48,10 min |
| 4     | LAT  | Krists Netlaus      | 1:48,18 min |
| 5     | GER  | Florian Heinrich    | 1:48,60 min |
| 6     | AUT  | Samuel Maier        | 1:48,95 min |

## Frauen
| Platz | Land | Sportler          | Zeit        |
| ----- | ---- | ----------------- | ----------- |
| 1     | GBR  | Ashleigh Pittaway | 1:50,23 min |
| 2     | GER  | Hannah Neise      | 1:51,19 min |
| 3     | FRA  | Agathe Bessard    | 1:52,45 min |
| 4     | LAT  | Paula Lāce        | 1:52,46 min |
| 5     | LAT  | Dārta Zunte       | 1:52,93 min |
| 6     | SWE  | Julia Falk        | 1:53,15 min |